# Jana Komrsková (politička)
Jana Komrsková (* 8. února 1978) je česká politička, v letech 2019 až 2021 a opět od roku 2022 zastupitelka a od února 2023 také radní hlavního města Prahy, od roku 2014 zastupitelka městské části Praha 10, od roku 2017 členka Pirátů.

## Život
V mládí studovala na střední zemědělské škole. Poté získala inženýrský titul na Univerzitě Jana Amose Komenského. Po studiu pracovala v oblasti marketingu. V roce 2013 začala působit na Ministerstvu vnitra, kde působila jako finanční manažerka ministerské rady pro evropské programy. V letech 2017 až 2018 poté působila na Ministerstvu spravedlnosti.
Od roku 2010 bydlí na Praze 10. Je vdaná, má dvě děti.

### Politické působení
V komunálních volbách v roce 2014 byla jako nestranička za Stranu zelených zvolena zastupitelkou městské části Praha 10. V roce 2015 začala spolupracovat s Piráty, v roce 2017 se pak stala členkou strany. Mandát obhájila i v komunálních volbách v roce 2018, kdy se navíc stala první místostarostkou městské části. Ve stejném roce navíc začala působit jako předsedkyně místního zastupitelského klubu strany. Potřetí mandát zastupitelky obhájila i v komunálních volbách v roce 2022, po nichž však skončila ve funkcí první místostarostky.
Ve volbách do pražského zastupitelstva v roce 2018 kandidovala ze 17. místa kandidátní listiny Pirátů. Mandát sice nezískala, stala se však čtvrtou náhradnicí. Po rezignaci některých stranických kolegů se však stala zastupitelkou Prahy v roce 2019. Na funkci ovšem rezignovala v dubnu 2021. Ve volbách do zastupitelstva Prahy v roce 2022 poté kandidovala již z druhého místa kandidátní listiny a byla tak zvolena zastupitelkou města. V únoru 2023 byla zvolena náměstkyní primátora Prahy Bohuslava Svobody pro oblast životního prostředí, klimatického plánu a volnočasových aktivit.
V roce 2019 chtěla Komrskovou z funkce místostarostky Prahy 10 odvolat místní opozice. V červenci 2023 byla předmětem zájmu médií poté, co vyšlo najevo, že jako svého poradce zaměstnala svého partnera Petra Beneše. Komrsková k situaci uvedla, že její manžel prošel standardním výběrovým řízením. Pirátská strana zahájila na svém fóru hlasování o odvolání Beneše a později i Komrskové. Komrsková ve své funkci setrvala, Beneš však ještě téhož měsíce na svou funkci rezignoval.